# Ewostatewos
Ewostatewos (guèze ኤዎስጣቴዎስ, ʾĒwōsṭātēwōs), né le 15 juillet 1273 et mort le 15 septembre 1352, est une personnalité religieuse sanctifiée par l'Église éthiopienne orthodoxe. Il a notamment défendu l'observance du double sabbat, c'est-à-dire du repos le samedi et le dimanche.

## Biographie

### Initiation à la vie monastique
Ewostatewos naquit le  21 Hamlé sous le nom de Ma`əqaba Egzi (Guèze ማዕቃበ እግዚ), qui signifie «Confiance de Dieu», dans une famille noble de la région du Tigré, plus précisément dans la province du Sər'a. Son père Krəstos Mo'a et sa mère Sənä Həwät, qui n'avaient pas encore d'enfants, lui donnèrent naissance dans des conditions miraculeuses, comme beaucoup de saints éthiopiens. Alors qu'il était âgé de sept ans, ses parents le confièrent à son oncle maternel, Dana'el, abbé supérieur du monastère de Däbrä Maryam sur le mont Qorqor, dans le Gar'alta. C'est auprès de lui qu'il commença son éducation religieuse, et fut initié à la vie monastique. Vers l'âge de quinze ans, il prononça sa profession de foi et son oncle lui remit l'habit monastique en même temps qu'il lui attribua le nom sous lequel nous le connaissons aujourd'hui, Ewostatewos. Quelques années plus tard Dana'el l'envoya auprès du métropolite, dont le nom n'est jamais mentionné dans son gädl, pour y recevoir les ordres sacerdotaux. Il resta encore douze années auprès de son oncle pour continuer son apprentissage religieux, avant de quitter la communauté de Däbrä Maryam du Gar'alta pour la région du Sara'e.

### Les débuts de la communauté
Après avoir quitté  son oncle, il s'installa avec ses disciples dans la région du Sarā'e, à Särabi pour y fonder sa propre communauté, suivi par de nombreux élèves, dont les plus célèbres furent Absadi (en), Bakimos, Marqorewos et Gabra Iyasus. Il instaura des règles strictes à sa communauté. Il prônait l'indépendance de son mouvement vis-à-vis du monde séculier, il prônait également l'autosuffisance de la communauté qui produisait sa propre nourriture. Il interdit à ses disciples de recevoir des donations ou des présents des riches nobles de la région ou du pouvoir afin de maintenir une spiritualité indépendante. Il dénonça aussi le commerce des esclaves auquel avaient recours les chefs locaux, et se fit un farouche adversaire des pratiques païennes dans la région. Cet enseignement le poussa parfois à entrer en conflit direct avec les autorités locales et religieuses, allant même jusqu'à excommunier ceux qui ne respectaient pas son enseignement. Ewostatewos fonda sa doctrine sur le respect strict des enseignements du Christianisme, en se référant aux Écrits canoniques et à l'enseignement du Christ, à travers les Actes des Apôtres, le Livre des Prophètes et le Senodos.

### Exil et mort
Les pouvoirs politiques et religieux du royaume tentèrent par tous les moyens d'éradiquer cette pratique contraire à la doctrine officielle. Les eustathiens furent tour à tour malmenés et persécutés par les autorités. Le Gädl Ewostatewos mentionne en effet qu'on aurait attenté à la vie du moine en projetant de le lapider. Mais c'est l'arrivée de l'abuna Ya'eqob, en 1337 qui provoqua l'exil d'Ewostatewos. Il quitte donc l'Éthiopie accompagné par certains de ses disciples, dont les moines Bakimos, Marqorewos et Gabra Iyasus. Il confie à l'un de ses plus anciens disciples, Absadi (en), la charge de le remplacer à la tête de la communauté, en lui commandant de suivre à la lettre les préceptes des saintes Écritures. Son voyage commence par la traversée de la Nubie en direction du Caire, où il rencontre le patriarche d'Alexandrie Benjamin II d'Alexandrie (1327-1340). Il y est accusé par d'autres moines éthiopiens d'observer des pratiques juives, telles que le Sabbat ou certains interdits alimentaires. Il doit pour se défendre s'expliquer sur ses pratiques, en se référant aux Écrits. Il apprend la venue du Patriarche d'Arménie, expulsé pour des raisons religieuses, et décide de le rencontrer. Il fait ensuite un séjour dans le Monastère Saint-Macaire de Scété, séjour pénible puisqu'il y est enchainé par des moines à cause de son enseignement. Il embarque ensuite pour Chypre afin de regagner l'Arménie, où il meurt le 18 Mäskäräm (15 ou 16 septembre) , après y avoir séjourné quatorze ans.

## L'observance du double Sabbat
Le repos le samedi et le dimanche n'est pas une pratique propre à l'Église éthiopienne. On la retrouve chez les premières communautés chrétiennes, surtout dans l'Église copte d'Égypte, dont le clergé éthiopien dépendait. Bien qu'elle ait été interdite à de nombreuses reprises, depuis le transfert des attributs du samedi au dimanche par saint Paul, et également par le concile de Laodicée en 381 elle semble être restée en vigueur en Éthiopie et probablement également au sein de l'Église alexandrine. Durant le patriarcat de Cyrille II (1078-1092), l'évêque d'Éthiopie, Sawiros (Sévère) demanda au patriarche d'Alexandrie d'écrire aux Éthiopiens pour leur interdire d'observer des coutumes issues de l'Ancien Testament. Il est impossible de savoir si cette allusion désignait ou non l'observance du sabbat. La seconde mention contre cette pratique date du XIIIe siècle; elle est relatée dans l'ouvrage de compilation de canon attribué à Ibn al Assal. Il est difficile de savoir si Ewostatewos a repris à son compte une coutume qui malgré les interdictions répétées a continué à être observée ou s'il est à l'origine de la réintroduction de cette pratique en Éthiopie. Quoi qu'il en soit, c'est véritablement au moment de sa prédication, entre la fin du XIIIe et le début du XIVe siècle que débuta ce que l'on nomme généralement la controverse du double sabbat, qui voit s'affronter la communauté d'Ewostatewos, partisane du double sabbat et le clergé éthiopien dans sa grande majorité, soutenu par le patriarcat d'Alexandrie par le biais des métropolites égyptiens et l'autorité royale dans ce qui fait figure de parti anti-sabbat.